# Charles Keating
Charles Humphrey Keating Jr. (4 de diciembre de 1923 - 31 de marzo de 2014) fue un deportista, abogado, promotor inmobiliario, banquero, financiero, activista conservador y delincuente convicto estadounidense mejor conocido por su actuación en el escándalo de ahorros y préstamos de finales de la década de 1980.
Keating fue campeón de natación de la Universidad de Cincinnati en la década de 1940. Desde finales de la década de 1950 hasta la década de 1970, fue un destacado activista contra la pornografía, fundó la organización Citizens for Decent Literature y se desempeñó como miembro de la Comisión Presidencial sobre Obscenidad y Pornografía de 1969 .
En la década de 1980, Keating dirigió American Continental Corporation y Lincoln Savings and Loan Association, y aprovechó la relajación de las restricciones sobre las inversiones bancarias. Sus empresas comenzaron a sufrir problemas financieros y fueron investigadas por los reguladores federales. Sus contribuciones financieras y solicitudes de intervención regulatoria de cinco senadores estadounidenses en ejercicio llevaron a que esos legisladores fueran apodados los "Keating Five".
Cuando Lincoln fracasó en 1989, le costó al gobierno federal más de 3.000 millones de dólares y alrededor de 23.000 clientes se quedaron con bonos sin valor. A principios de la década de 1990, Keating fue condenado en tribunales federales y estatales por diversos cargos de fraude, extorsión y conspiración. Cumplió cuatro años y medio en prisión antes de que esas condenas fueran anuladas en 1996. En 1999, se declaró culpable de un conjunto más limitado de cargos de fraude electrónico y fraude por bancarrota, y fue sentenciado al tiempo que ya había cumplido. Keating pasó sus últimos años en actividades inmobiliarias de bajo perfil hasta su muerte en 2014.